# Nyarumanga (periodiskt vattendrag i Burundi, Rutana)
Nyarumanga är ett periodiskt vattendrag i Burundi.   Det ligger i provinsen Rutana, i den centrala delen av landet, 90 km sydost om huvudstaden Bujumbura.
Omgivningarna runt Nyarumanga är en mosaik av jordbruksmark och naturlig växtlighet. Runt Nyarumanga är det ganska tätbefolkat, med 185 invånare per kvadratkilometer.